# Diócesis de Oradea
La diócesis de Oradea o de Gran Varadino (en latín: Dioecesis Magnovaradinensis Latinorum, en rumano: Dieceza de Oradea Mare y en húngaro: Nagyváradi római katolikus egyházmegye) es una circunscripción eclesiástica de la Iglesia católica en Rumania. Se trata de una diócesis latina, sufragánea de la arquidiócesis de Bucarest. Desde el 23 de diciembre de 2008 su obispo es László Böcskei.

## Territorio y organización

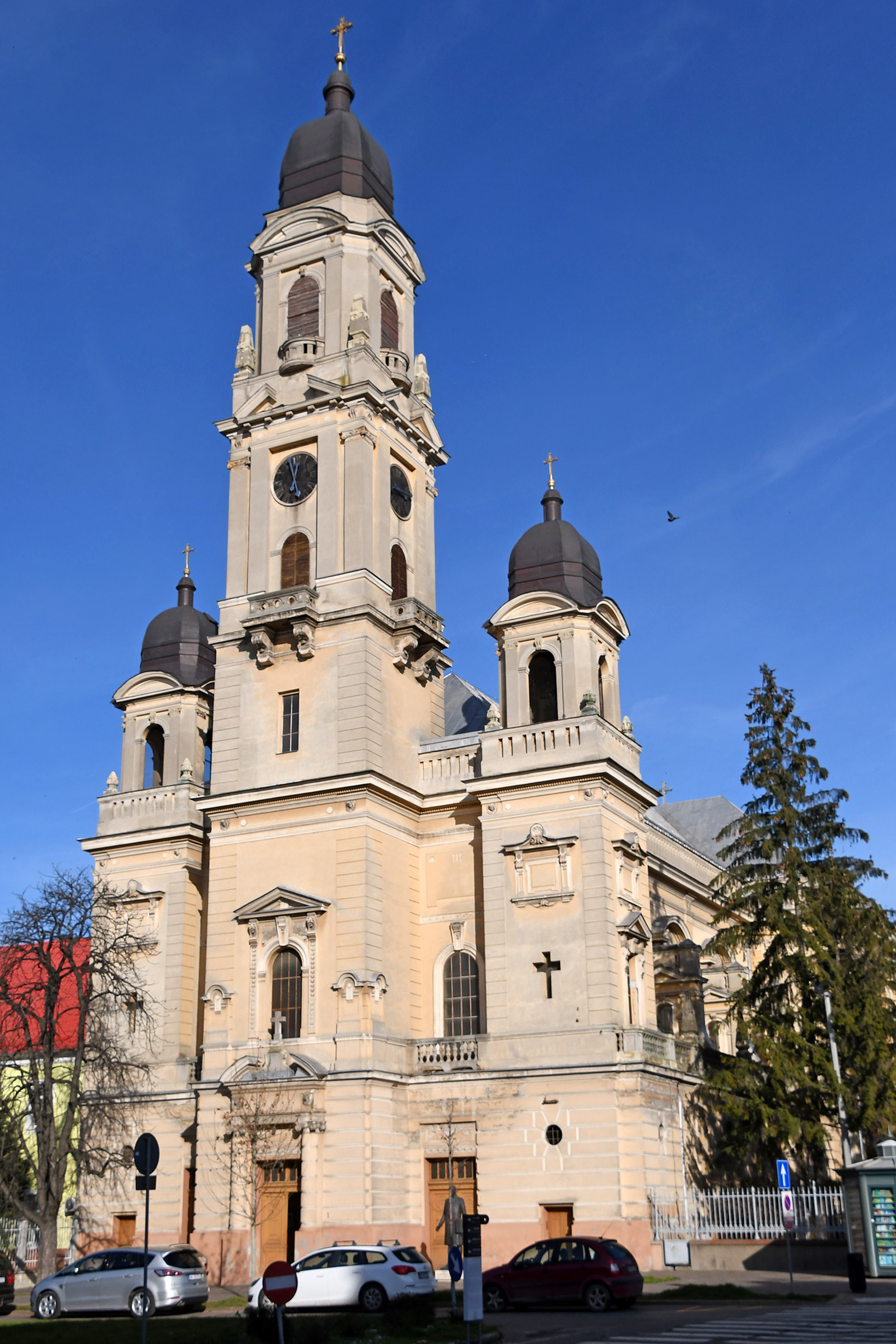
Iglesia Venida del Espíritu Santo, en Oradea

La diócesis tiene 12 152 km² y extiende su jurisdicción sobre los fieles católicos de rito latino residentes en el distrito de Bihor (excepto una localidad), 2/3 del distrito de Sălaj y porciones más pequeñas de los distritos de Arad, Satu Mare y Mureș. Casi el 90% de la población católica de la diócesis habla húngaro.
La sede de la diócesis se encuentra en la ciudad de Oradea o Gran Varadino (Nagyvárad en húngaro), en donde se halla la Catedral Basílica de Santa María o de la Asunción. 
En 2023 en la diócesis existían 61 parroquias agrupadas en 5 decanatos y estos a su vez en dos arcedianatos: de la Catedral (decanatos de Oradea y de Bihor) y de Crasna (decanatos de Aleșd, del Valle de Ier y de Şimleu Silvaniei).

## Historia
Fue erigida como diócesis de Bihor por el rey Esteban I de Hungría en 1010 según la tradición, aunque el historiador György Pray atribuye la fundación de la sede circa 1020. Debido a la destrucción de Bihor por los cumanos, Ladislao I de Hungría trasladó su sede a Oradea en 1077. Los estatutos del cabildo catedralicio de 1370 atribuyen explícitamente la fundación de la sede al rey Ladislao. Desde el siglo XII fue sufragánea de la arquidiócesis de Kalocsa.
En 1241 la diócesis y la ciudad de Oradea fueron devastadas durante la invasión mongola de Europa.
La disolución política del Reino de Hungría que siguió a la Batalla de Mohács en 1526 y la expansión de la Reforma protestante provocaron el rápido declive de la diócesis, que fue suprimida de hecho y se confiscaron sus bienes. En 1606 el último sacerdote católico abandonó la ciudad de Oradea. La antigua catedral se deterioró y en 1618 fueron derribados los muros que aún estaban en pie. En 1660 Oradea fue conquistada por el Imperio otomano.
En 1686 el Imperio austríaco expulsó a los otomanos de la parte norte de la diócesis. Recién en 1692, cuando Oradea fue ocupada por los austríacos, se restableció la antigua sede y en el siglo siguiente se construyó la actual catedral. En 1693 le fueron restituidas las propiedades episcopales. En 1752 comenzó la construcción de la nueva catedral.
Después de la Primera Guerra Mundial la diócesis se dividió entre Hungría y Rumania, en donde permaneció la sede episcopal. La porción húngara del territorio diocesano fue erigida en administración apostólica, luego confiada a los obispos de Csanád e incorporada definitivamente a la diócesis húngara.
El 5 de junio de 1930, tras el concordato entre la Santa Sede y el Gobierno rumano, mediante la bula Solemni Conventione del papa Pío XI, la diócesis se unió aeque principaliter a la de Satu Mare y al mismo tiempo se convirtió en sufragánea de la arquidiócesis de Bucarest. El 28 de junio de 1941 las dos diócesis fueron nuevamente separadas mediante la bula Dioecesium circumscriptionum del papa Pío XII, para ser unidas nuevamente aeque principaliter el 9 de abril de 1948.
En 1947 el rey de Rumania abdicó y el país se transformó en una república comunista. Durante el período comunista la Iglesia católica en Rumania atravesó tiempos difíciles. 
El 18 de octubre de 1982, mediante la bula Quandoquidem del papa Juan Pablo II, las dos diócesis se dividieron nuevamente en dos circunscripciones eclesiásticas distintas.
Después de la Revolución rumana de 1989 la vida religiosa se volvió más libre para los católicos en Rumania.

## Estadísticas
Según el Anuario Pontificio 2024 la diócesis tenía a fines de 2023 un total de 72 385 fieles bautizados.
| Año                                                                             | Población            | Población | Población      | Sacerdotes | Sacerdotes    | Sacerdotes    | Bautizados por sacerdote | Diáconos permanentes | Religiosos | Religiosos | Parroquias |
| Año                                                                             | Bautizados católicos | Total     | % de católicos | Total      | Clero secular | Clero regular | Bautizados por sacerdote | Diáconos permanentes | Varones    | Mujeres    | Parroquias |
| ------------------------------------------------------------------------------- | -------------------- | --------- | -------------- | ---------- | ------------- | ------------- | ------------------------ | -------------------- | ---------- | ---------- | ---------- |
| 1984                                                                            | 111 285              | 1 015 090 | 11.0           | 73         | 68            | 5             | 1524                     |                      | 6          | 80         | 55         |
| 1999                                                                            | 108 682              | 1 014 705 | 10.7           | 73         | 69            | 4             | 1488                     |                      | 4          | 49         | 58         |
| 2000                                                                            | 108 297              | 1 014 705 | 10.7           | 74         | 70            | 4             | 1463                     |                      | 4          | 53         | 58         |
| 2001                                                                            | 108 012              | 1 014 420 | 10.6           | 75         | 71            | 4             | 1440                     |                      | 4          | 47         | 58         |
| 2002                                                                            | 107 609              | 1 014 420 | 10.6           | 78         | 75            | 3             | 1379                     |                      | 4          | 43         | 58         |
| 2003                                                                            | 107 211              | 1 014 420 | 10.6           | 66         | 63            | 3             | 1624                     |                      | 7          | 78         | 58         |
| 2004                                                                            | 106 827              | 1 014 420 | 10.5           | 68         | 64            | 4             | 1570                     |                      | 8          | 79         | 58         |
| 2013                                                                            | 106 020              | 1 011 330 | 10.5           | 68         | 67            | 1             | 1559                     |                      | 1          | 25         | 61         |
| 2016                                                                            | 104 558              | 1 005 000 | 10.4           | 64         | 62            | 2             | 1633                     |                      | 3          | 27         | 61         |
| 2019                                                                            | 102 870              | 987 900   | 10.4           | 64         | 61            | 3             | 1607                     |                      | 6          | 24         | 62         |
| 2021                                                                            | 79 446               | 773 095   | 10.3           | 63         | 57            | 6             | 1261                     |                      | 8          | 24         | 62         |
| 2023                                                                            | 72 385               | 708 035   | 10.2           | 59         | 55            | 4             | 1226                     |                      | 6          | 23         | 61         |
| Fuente: Catholic-Hierarchy, que a su vez toma los datos del Anuario Pontificio. |                      |           |                |            |               |               |                          |                      |            |            |            |

## Episcopologio
- Sixtus † (1103-1113)
- Walther † (1124-1142)
- Mathias Estorad † (1143-1150)
- Michael † (1156-?)
- Miklós † (1163-1181 nombrado arzobispo de Estrigonia)
- Johannes I † (1181-1187)
- Vata † (1188-1189)
- Elvinus † (1189-1202 falleció)
- Simon † (1202-1218)
- Alexander † (1219-1230)
- Benedikt I † (1232-11 de julio de 1243 nombrado obispo de Győr)
- Vincent † (1244-1258)
- Zosimus † (1259-1265)
- Lodomericus (Ladomér) † (1268-1 de junio de 1279 nombrado arzobispo de Estrigonia)
- Thomas de Somos † (18 de julio de 1282-1282)
- Bartholomäus † (1284-1285)
- Benedikt II † (1291-1296)
- Emmerich I † (1297-1317)
- Johannes von Ivánka † (1318-1329)
- Andreas Briccii de Báthor † (1329-circa 1345 falleció)
- Demeter Dionyii de Futak † (15 de julio de 1345-1372 falleció)
- Dominik Bebek † (23 de febrero de 1373-1374 falleció)
- Imre Zudar † (18 de diciembre de 1374-2 de octubre de 1377 nombrado obispo de Eger)
- László de Deménd † (2 de octubre de 1377-1382)
- Johannes III † (1382-1395 falleció)
- Pál † (24 de enero de 1396-? falleció)
- Lukas de Órév (o de Szántó) † (22 de marzo de 1397-1406)
- Eberhard de Alben † (abril de 1406-11 de agosto de 1410 nombrado obispo de Zagreb)
- Andrea Scolari † (11 de agosto de 1410-1426 falleció)
- Giovanni Milanesi † (22 de abril de 1426-?)
- Dionysius Jackh de Kusaly † (23 de julio de 1427-1435 falleció)
- Johannes de Curzola, O.F.M. † (27 de julio de 1435-1440 falleció)
- Giovanni de Dominis † (2 de diciembre de 1440-10 de noviembre de 1444 falleció)
- Johann Vitez (János Vitéz de Zredna) † (4 de junio de 1445-11 de mayo de 1465 nombrado arzobispo de Estrigonia)
- Johann Beckenschlager † (16 de mayo de 1465-13 de junio de 1467 nombrado obispo de Eger)
- Nikolaus Stolcz de Slantz † (8 de agosto de 1470-?)
- Johannes Filipecz de Prosznicz † (23 de mayo de 1477-1490 renunció)
- Valentin Vlk † (3 de septiembre de 1492-1495 falleció)
- Dominic Kálmáncsehi † (16 de octubre de 1495-14 de febrero de 1502 nombrado obispo de Transilvania)
- György Szatmári † (14 de febrero de 1502-19 de diciembre de 1505 nombrado obispo de Pécs)
- Zsigmond Thurzó † (19 de diciembre de 1505-12 de septiembre de 1512 falleció)
- Ferenc Perényi † (30 de abril de 1515-29 de agosto de 1526 falleció)
- Ladislaus von Mazedonien † (1527-1534 falleció)
- Giorgio Martinuzzi, O.S.P.P.E. † (30 de mayo de 1539-17 de diciembre de 1551 falleció)[nota 1]
- Matthias Zabergyei † (3 de agosto de 1554-1556 falleció)
- Ferenc Forgách de Ghymes † (17 de julio de 1560-1566)
- István Radeczy de Zemche † (1568-15 de mayo de 1573 nombrado obispo de Eger)
- Gergely Bornemisza † (3 de junio de 1573-1584 falleció)
- Márton Pethe de Hetes † (16 de enero de 1589-15 de diciembre de 1600 nombrado arzobispo de Kalocsa)
- Miklós Mikáczy † (15 de diciembre de 1600-1613 falleció)
- Ján Telegdy † (1613-marzo de 1619 nombrado obispo de Nitra)
- Johannes Pyber de Gyerkény † (1619-7 de abril de 1631 nombrado obispo de Eger)
- Imre Lósy † (22 de abril de 1630-1633 nombrado obispo de Eger)
- László Hosszutóthy † (19 de diciembre de 1639-3 de abril de 1646 nombrado obispo de Vác)
- Benedek Kisdy † (12 de abril de 1646-2 de febrero de 1648 nombrado obispo de Eger)
- Zsigmond Zongor de Szent-Tamás † (19 de julio de 1649-5 de noviembre de 1657 falleció[nota 2])
- János Pálfalvy † (1659-23 de abril de 1663 falleció) (no confirmado)
  - György Bársony de Lovas-Berény † (22 de abril de 1665-18 de enero de 1678 falleció)[nota 3]
- Joachim Luzinszky † (9 de mayo de 1678-6 de febrero de 1681 falleció)
- August Benkovich, O.S.P.P.E. † (25 de mayo de 1682-27 de octubre de 1702 falleció)
- Imre Csáky † (25 de junio de 1703-28 de agosto de 1732 falleció)
- János Okolicsányi de Okolicsna † (17 de enero de 1735-20 de noviembre de 1736 falleció)
- Miklós Csáky de Keres-Szeg † (16 de diciembre de 1737-4 de septiembre de 1747 nombrado arzobispo de Kalocsa)
- Pál Forgách † (2 de octubre de 1747-26 de septiembre de 1757 nombrado obispo de Vác)
- Adam Patačić † (28 de enero de 1760-16 de septiembre de 1776 nombrado arzobispo de Kalocsa)
- Ladislaus von Kollonitsch † (25 de junio de 1781-10 de marzo de 1788 nombrado arzobispo de Kalocsa)
- Franz Kalatay † (10 de marzo de 1788-27 de marzo de 1795 falleció)
  - Sede vacante (1795-1800)
- Nikolaus Kondé de Pókatelek † (22 de diciembre de 1800-18 de diciembre de 1802 falleció)
- Ferenc Miklósy † (20 de junio de 1803-22 de junio de 1811 falleció)
- József Vurum † (19 de abril de 1822-17 de septiembre de 1827 nombrado obispo de Nitra)
- František Lajčák, O.F.M.Cap. † (17 de septiembre de 1827-26 de julio de 1842 renunció)[nota 4]
- László Bémer de Bezdéd et Kis-Báka † (3 de abril de 1843-1850 renunció)[nota 5]
- Ferenc Szaniszló de Torda † (17 de febrero de 1851-4 de enero de 1869 renunció)[nota 6]
- Štefan Lipovniczky † (20 de abril de 1869-12 de agosto de 1885 falleció)
- Arnold Ipolyi-Stummer † (7 de junio de 1886-2 de diciembre de 1886 falleció)
- Lőrinc Schlauch † (26 de mayo de 1887-10 de julio de 1902 falleció)
- Pavol Szmrecsányi † (25 de junio de 1903-9 de agosto de 1908 falleció)
- Miklós Széchenyi de Salvar-Felsovidék † (20 de abril de 1911-1 de diciembre de 1923 falleció)
  - Sede vacante (1923-1930)
  - Sede unida a Satu Mare (1930-1941)
  - Beato Iuliu Hossu † (29 de agosto de 1941-1947 renunció) (administrador apostólico)
  - Sede unida a Satu Mare (1948-1982)
  - Sede vacante (1982-1990)
- József Tempfli † (14 de marzo de 1990-23 de diciembre de 2008 retirado)
- László Böcskei, desde el 23 de diciembre de 2008